# Nicolaas Bastert

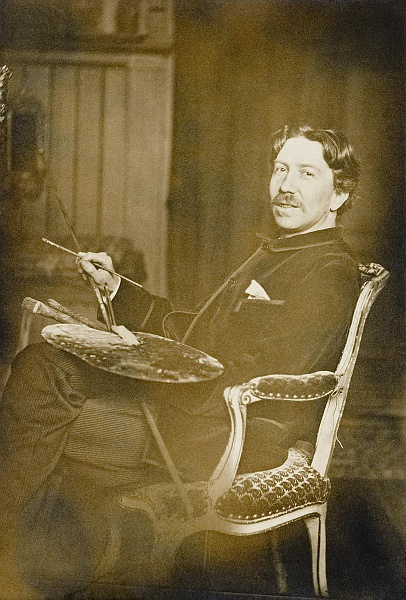
Syvert Nicolaas Bastert (1893)

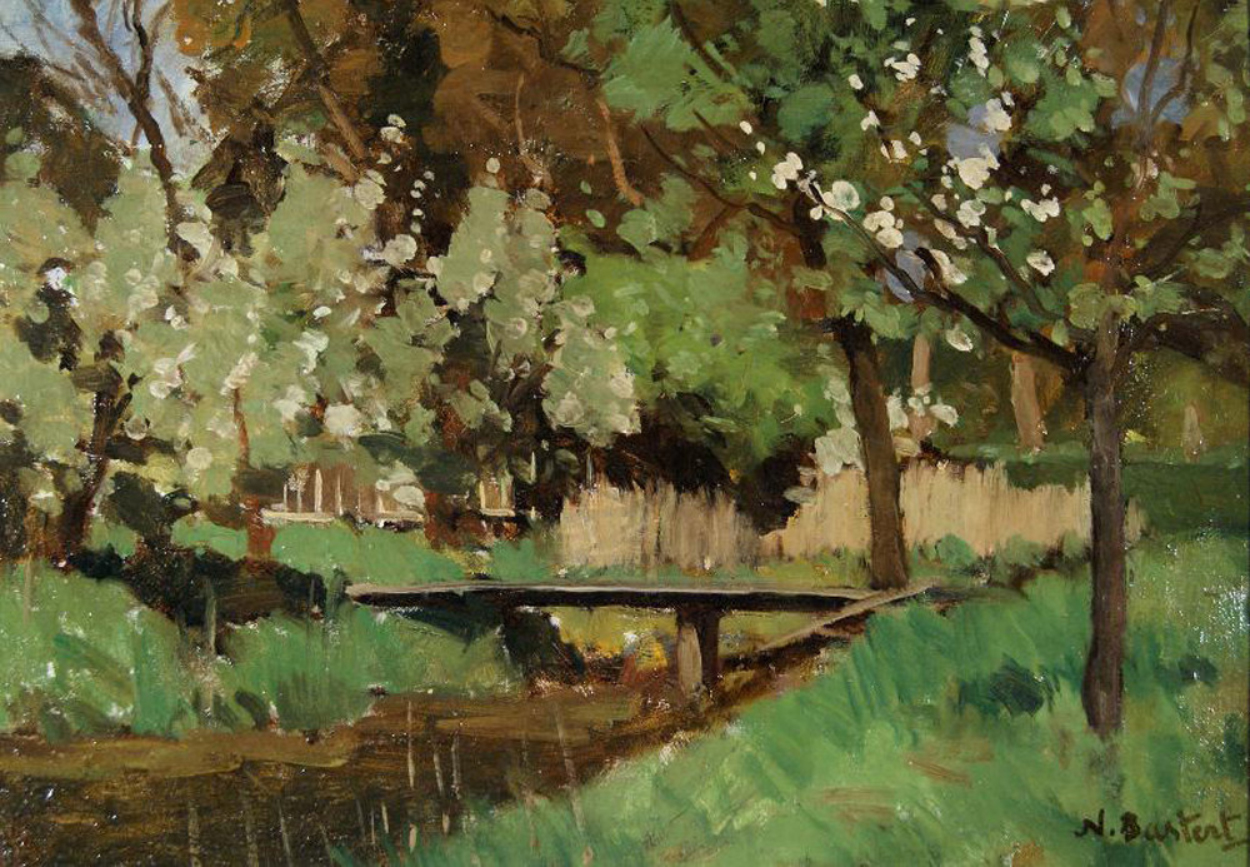
Hinter dem Atelier des Künstlers

Syvert Nicolaas Bastert (* 7. Januar 1854 in Maarsseveen; † 18. April 1939 in Loenen aan de Vecht) war ein niederländischer Landschaftsmaler und Zeichner.
Bastert wurde in einer prominenten Familie auf dem Landgut Otterspoor in Maarseveen geboren. Anfangs arbeitete er im Büro der Handelsfirma seines Vaters, Jacob Nicolaas Bastert, in Amsterdam. Im Atelier von Marinus Heijl (1835–1931) lernte er um 1870 den jungen Maler Geo Poggenbeek (1853–1903) kennen, mit dem er ein lebenslanger Freund blieb. In dieser Zeit entschied er sich definitiv für die Malerei und begann 1876 sein Studium an der Rijksakademie van beeldende kunsten in Amsterdam. Er erhielt Zeichenunterricht und Anatomie von August Allebé und Ästhetik von dem Kunstkritiker Joseph Alberdingk Thijm (1820–1889).
1878 belegte Bastert einen Winterkurs an der Koninklijke Akademie voor schone kunsten in Antwerpen bei Charles Verlat und lernte dort Hein Kever (1854–1922) und Theo Hanrath (1853–1883) kennen. Anschließend reiste er mit Poggenbeek durch die Schweiz, Italien und Frankreich.
Zwischen 1880 und 1882 lebten und arbeiteten Poggenbeek und Bastert in Amsterdam im Atelier Poggenbeek in der Nähe des Oosterparks. 1882 bezog Bastert sein eigenes Atelier in Den Haag. In den folgenden sieben Jahren reisten sie jedoch oft zusammen in ein Haus in Breukelen, um die niederländische Landschaft zu malen. Basterts Stil wurde stark von den Malern der Haager Schule beeinflusst. 
Während seines Aufenthaltes in Den Haag fühlte sich Bastert oft einsam. 1885 bezog er daher neben dem Atelier von Poggenbeek ein Atelier im Amsterdamer Oosterparkstaat. Später, nach seiner Heirat mit Eva Versteeg, ließ er sich auf dem Landgut Zwaanvecht in Nigtevecht nieder. In den ersten Jahrzehnten des 20. Jahrhunderts malte er auch häufig im Malerdorf Heeze.
Bastert gewann Goldmedaillen bei Ausstellungen in Amsterdam, München und Paris. Er war Mitglied von „Arti et Amicitiae“ in Amsterdam und des „Pulchri Studio“ in Den Haag, ..